# Източнокитайско море
Източнокитайско море (на китайски: 东海/東海 Дунхай, дословно — «източно море»; на корейски: 동중국해; на японски: 東シナ海) е периферно море на Тихия океан, разположено между континентален Китай на запад, Южна Корея на север, Япония (о. Кюшу и о-вите Рюкю) на североизток и изток и остров Тайван на юг. На север се свързва с Жълто море, като границата се прекарва от брега на Китай северно от Шанхай до остров Чеджудо, на североизток чрез Корейския проток се свързва с Японско море, на изток чрез протока Шимоносеки – с Вътрешно Японско море, на югоизток чрез множество протоци в остроните Рюкю – с Филипинско море, а на юг чрез Тайванския проток – с Южнокитайско море.

## Географска характеристика

### Географски параметри, релеф на дъното
Дължина от север на юг 1300 km, ширина от 500 до 750 km, площ 752 km2, обем 263 хил.km3. Западната част на морето е заета от широкия континентален шелф, дълбочината на който равномерно се увеличава на изток и югоизток от 33 – 47 m край брега до 150 – 160 m в открито море. Източната му част представлява подводна котловина с максимална дълбочина от 2719 m, като тази част се съединява с Филипинско море с дълбоки (до 1527 m) протоци между островите Рюкю.

### Климат
Климатът на Източнокитайско море има мусонен характер. Тайфуните, преминаващи от юг на север от май до октомври (3 – 4 пъти годишно), предизвикват жестоки бури. Средната температура на въздуха през февруари се изменя от 5 °C на северозапад до 15 °C на югоизток, а през август е около 26 °C. Годишната сума на валежите варира от 1146 mm на запад до 2244 mm на изток с максимум през лятото.

### Хидроложки показатели
В източната част на морето съществува постоянно морско течение на север – продължение на Северното Пасатно топло течение. На север това течение се разделя на две части, като едната му част навлиза в Японско море, а другата завива на изток и през протоците южно от остров Кюшу дава началото на топлото течение Куросио. В западната част на морето теченията имат правилен сезонен характер и зависят от мусонните ветрове.
Голямото количество прясна вода внасяна от река Яндзъ понижава солеността на Източнокитайско море в западната му част до 10 – 5‰, а на изток тя постепенно нараства до 30 – 34,5‰. През зимата температурата на водата на повърхността се изменя от 7 °C на северозапад до 16 °C на югоизток, а през лятото почти навсякъде е 27 – 28 °C. На дълбочина под 1600 m температурата на водата е около 2,5 °C, а солеността около 34,5‰. Приливите на запад са полуденонощни, до 7,5 m (в залива Ханджоуван), а на изток са неправилни полуденонощни с височина до 1,5 m край островите Рюкю.

### Флора и фауна
Морската растителност край бреговете на Китай е относително бедна, а на изток много по-богата. Срещат се китове, делфини, акули, а край бреговете на островите Рюкю – догони, морски змии. Богато рибно разнообразие – тихоокеанска сардина, камбала, скумрия, тон, кефал и др.

## Стопанско значение
В Източнокитайско море е силно развит риболова (тихоокеанска селда, сардина, камбала, скумрия), лов на омали, крабове, трепанги. Извършва се събиране на водорасли за хранителната промишленост и добив на морска сол. През Източнокитайско море преминават важни морски от Жълто и Японско море към южните морета. Най-големи пристанища: Шанхай, Ханджоу, Фуджоу, Венджоу и др. (Китай), Нагазаки, Кагошима и др. (Япония), Тайбей (Тайван).